# الإدارة العامة للأسلحة والمتفجرات (السعودية)
الإدارة العامة للأسلحة والمتفجرات السعودية هي إدارة تابعة لوزارة الداخلية السعودية، وتتولى مهام الإدارة والإشراف على الأسلحة والمتفجرات بمختلف أنواعها، سواء كانت ملك لأفراد أو جهات حكوميّة أو خاصة، ويديرها الآن اللواء مشعل بن مطر الحربي .

## المهام
1. تحديد احتياج القطاعات الأمنيّة للأسلحة والذخائر ومستلزماتها، وضمان توفرها بشكل مستمر.[2]
2. رصد ومراقبة وحصر وضبط وتنظيم استخدام الأسلحة والذخائر لكافة القطاعات الأمنيّة.[2]
3. إصدار رخص الأسلحة والذخائر.[4]
4. فسح المواد المشعّة المستخدمة صناعيًّا وطبيًّا.[4]
5. إصدار فسوحات الألعاب النارية المستخدمة في العروض والمناسبات الوطنية.[4]

## براءات اختراع
- براءة اختراع جهاز لتفكيك القنابل اليدوية الصنع، حصل عليها العقيد بندر القحطاني بمشاركة عبد اللطيف المحمدي.[5]
- حصل الرائد عبد الله الزهراني على ثلاث براءات اختراع في:[6]
  - تشغيل المدفع المائي عن بعد.
  - تشغيل المدفع المائي لا سلكيًّا.
  - القاطع الذكي.